# Késik a szüret (film)
A Késik a szüret (eredeti cím: In Dubious Battle) 2016-ban bemutatott amerikai filmdráma, melynek rendezője, producere és főszereplője James Franco. A forgatókönyvet Matt Rager írta, John Steinbeck 1936-os azonos című regényének laza adaptációjaként. A főbb szerepekben James Franco, Nat Wolff, Josh Hutcherson, Vincent D'Onofrio, Robert Duvall, Selena Gomez, Keegan Allen és Ed Harris látható.
Világpremierje 2016. szeptember 3-án volt a Velencei Nemzetközi Filmfesztiválon. Az amerikai mozikban 2017. február 17-én mutatták be.

## Szereplők
| Szereplő     | Színész            | Magyar hang        |
| ------------ | ------------------ | ------------------ |
| Mac          | James Franco       | Dévai Balázs       |
| Jim          | Nat Wolff          | Kovács Lehel       |
| Vinnie       | Josh Hutcherson    | Szatory Dávid      |
| London       | Vincent D’Onofrio  | Schneider Zoltán   |
| Bolton       | Robert Duvall      | Szersén Gyula      |
| Lisa         | Selena Gomez       | Bogdányi Titanilla |
| Keller       | Keegan Allen       | Király Dániel      |
| Joy          | Ed Harris          | Kőszegi Ákos       |
| Seriff       | Bryan Cranston     | Jakab Csaba        |
| Mr. Anderson | Sam Shepard        | Hirtling István    |
| Connor       | Zach Braff         | Vida Péter         |
| Edie         | Ahna O'Reilly      | Szabó Emília       |
| Vera         | Analeigh Tipton    | Andrusko Marcella  |
| Frank        | Scott Haze         | Horváth Illés      |
| Alice        | Ashley Greene      | Gáspár Kata        |
| Eddie        | Austin Stowell     | Ember Márk         |
| Al           | Joel Marsh Garland | Elek Ferenc        |
| Dr. Burton   | Jack Kehler        | Dunai Tamás        |
| Dan          | John Savage        | Végh Péter         |
| Sutton       | Darin Cooper       | Sarádi Zsolt       |
| Whit         | James McMenamin    | Géczi Zoltán       |